# Prasinocyma convergens
Prasinocyma convergens là một loài bướm đêm trong họ Geometridae.